# Salinas (Alicante)
Salinas (em castelhano e oficialmente) ou les Salines (em valenciano), também conhecido como les Salines d'Elda é um município da Espanha na província de Alicante, Comunidade Valenciana. Tem 61,7 km² de área e em 2021 tinha 1 642 habitantes (densidade: 26,6 hab./km²).

## Demografia
| Variação demográfica do município entre 1991 e 2004 | Variação demográfica do município entre 1991 e 2004 | Variação demográfica do município entre 1991 e 2004 | Variação demográfica do município entre 1991 e 2004 |
| --------------------------------------------------- | --------------------------------------------------- | --------------------------------------------------- | --------------------------------------------------- |
| 1991                                                | 1996                                                | 2001                                                | 2004                                                |
| 1097                                                | 1174                                                | 1299                                                | 1402                                                |